# Photostomias liemi
 Photostomias liemi és una espècie de peix de la família dels estòmids i de l'ordre dels estomiformes.

## Morfologia
- Els mascles poden assolir 14,3 cm de longitud total.[3]

## Hàbitat
És un peix marí i d'aigües tropicals que viu entre 0-4.000 m de fondària.

## Distribució geogràfica
Es troba a l'Índic i el Pacífic.